# Henryk Jermanowski

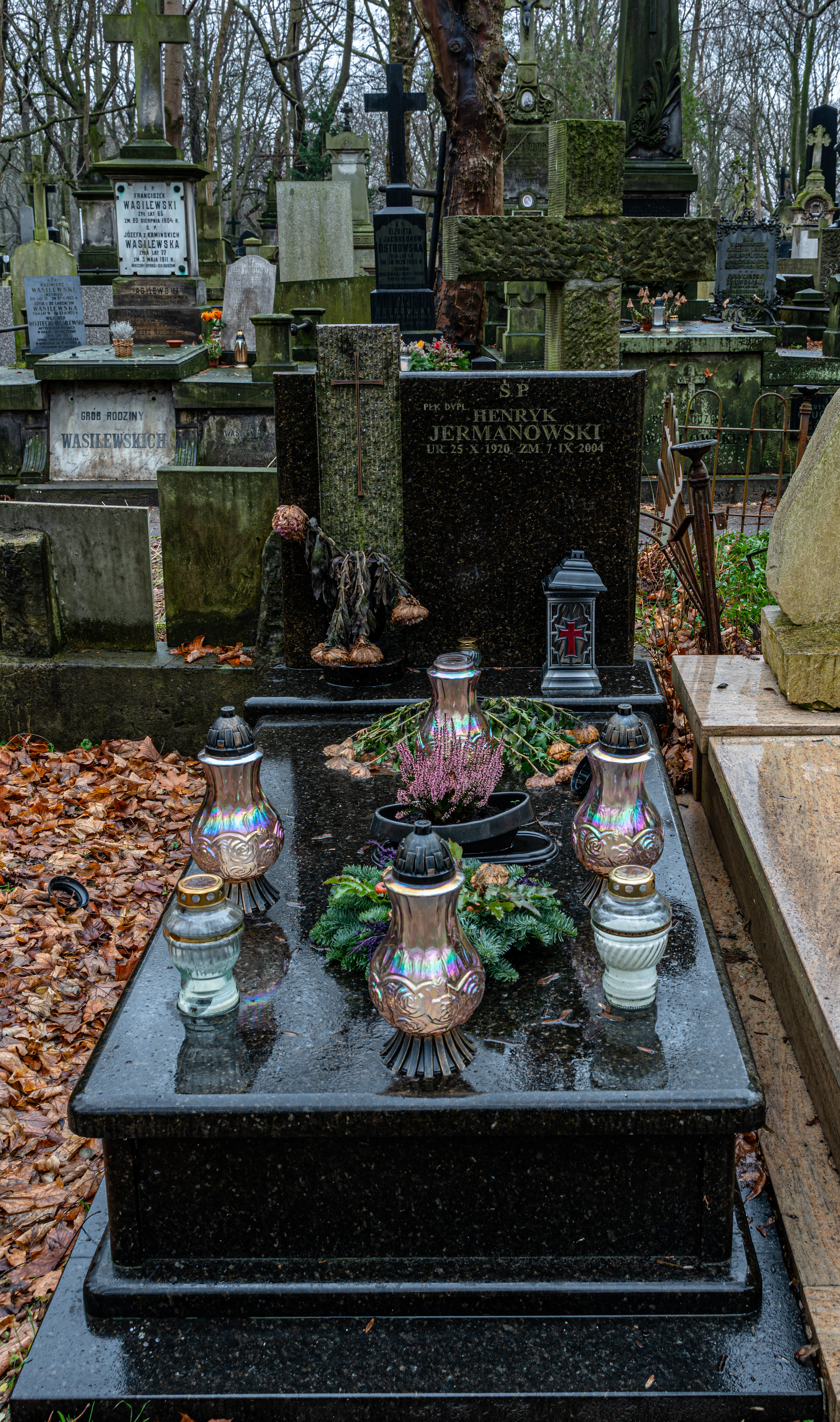
Grób Henryka Jermanowskiego na cmentarzu Powązkowskim

Henryk Jermanowski (ur. 25 października 1920, zm. 7 września 2004) – pułkownik dyplomowany Wojska Polskiego.

## Życiorys
Urodził się 25 października 1920 na Kaukazie, jako syn polskiego kolejarza. W 1940 został wcielony do Armii Czerwonej, a po sformowaniu w ZSRR 1 Polskiej Dywizji Piechoty im. Tadeusza Kościuszki udało mu się dostać do niej do plutonu łączności. Brał udział w II wojnie światowej. Służył w 3 Berlińskim pułku piechoty. W 1943  w stopniu podporucznika był na stanowisku szefa łączności, a od 21 kwietnia do 2 maja 1945 w stopniu kapitana pełnił funkcję szefa sztabu. Został ranny w walkach o Berlin, w okolicy Landwehrkanal. W 1946 był w stopniu majora. Uzyskał tytuł oficera dyplomowanego. Później awansowany do stopnia pułkownika. Od 21 lutego 1951 do 12 listopada 1952 był dowódcą 7. pułku łączności w Bydgoszczy.
Był konsultantem filmu „Ocalić miasto” (1976) w reż. Jana Łomnickiego.
Zmarł 7 września 2004. Został pochowany na cmentarzu Stare Powązki w Warszawie (kwatera 71-2-17).

## Odznaczenia
- Order Krzyża Grunwaldu III klasy (12 listopada 1946) - „za bohaterskie czyny i dzielne zachowanie się w walce z niemieckim najeźdźcą oraz za gorliwą pracę i sumienne wypełnianie obowiązków służbowych”[7]